# Місто на краю прірви
 «Місто на краю прірви» (англ. City on the Edge of Forever) - 7 епізод 2 сезону (№ 20) серіалу «Південний Парк». Його прем'єра відбулася 17 червня 1998 року. Епізод також відомий під назвою «Flashbacks» - це була робоча назва епізоду з ранніх скриптів. Сюжет базується на 16-му епізоді першого сезону серіалу «Зоряний шлях: Оригінальний серіал»  «Галілей-VII»  (1967), а назва взята з іншого епізоду цього ж сезону.

## Сюжет
Діти їдуть в шкільному автобусі по гірській дорозі під час сильного снігопаду. Вони сильно шумлять, дратуючи міс Крабтрі, яка крім іншого до загрози «замовкніть, або я вб'ю зайця». Оскільки в одному місці дорога виявляється закрита через лавину, міс Крабтрі веде автобус по небезпечній об'їзній дорозі, і в підсумку він зривається парою коліс в прірву і застряє. Міс Крабтрі відправляється за допомогою, залишаючи дітей в автобусі сказавши до них, що, якщо вони вийдуть, їх зжере жахливий монстр. Вона виходить на дорогу і сідає в машину до драгділера Маркуса, якому вона дуже подобається з першої ж секунди.
Діти в жаху; вони не хочуть вмирати в пастці. Стен говорить, що вони бували в куди гірших ситуаціях, і згадує випадок, що мав місце в епізоді «Анальний робот Картмена», коли вони з Кайлом намагалися повернути викраденого прибульцями Айка. Однак цей флешбек, як і наступні флешбеки в серії, складається переважно з старих, частиною з нових кадрів і закінчується по-іншому: з дупи Картмана з'являється фургончик з морозивом, прибульці купують морозиво, а Стен цілується з Венді. Тим часом міс Крабтрі зі своїм новим знайомим приходить в місто, потрапляє на якейсь стенд-ап - шоу і доводить глядачів до істерики, кричачи в своїй звичайній манері на виступаючого поганого коміка. На неї звертає увагу агент.
Один з хлопчиків в автобусі не витримує і вирішує вийти. Решта застерігають його, однак той заявляє, що не боїться монстра, але не хоче померти тут. Він виходить; спочатку все нормально, але потім чорний монстр насправді з'являється і з'їдає його. Міс Крабтрі привозять в Денвер в агентство талантів, і вона забуває про автобус. Діти в автобусі розмірковують про страшного монстра, і Кайл порівнює його з Гидкосракою, після чого відбувається флешбек в серію «Вулкан». У версії Кайла Гидкосрака зрештою робить всім морозиво, і всі задоволені. Картман передбачає, що монстр - це містер Гаррісон, і на доказ згадує епізод із серії «Вигода ваги 4000», де той намагався вбити Кеті Лі Гіффорд. У його версії подій він сам не жиріє, а стає накачаним красенем, містер Гаррісон вбиває Кеті Лі, тому що та виявляється прибульцем, Стен і Венді після всього, що сталося цілуються, а мер дає всім жителям міста по морозиву.
Міс Крабтрі виступає в шоу Джея Лено, а батьки всіх дітей, стурбовані зникненням, йдуть розбиратися до містеру Мекі. Той передбачає, що всі діти втекли з дому, і починаються пошуки. Діти в автобусі знову думають про страшного монстра, і Кенні згадує випадок з епізоду «Жага самогубства». У його версії він завершується тим, що Кенні вбиває Смерть, а не навпаки, після чого бере з її плаща морозиво і їсть. Відразу після цього флешбеку монстр забирається в автобус, забирає Кенні і вбиває.
Міс Крабтрі має успіх у Джея Лено, проте популярність починає її обтяжувати.
Діти в автобусі думають, як врятуватися від монстра, і Картман згадує, як Фонзі (персонаж серіалу  Happy Days ) перестрибнув через автобус в присутності четвірки дітей. Він робить трюк успішно, хоча врізається на мотоциклі в Кенні і вбиває його, після чого починає їсти морозиво. Однак Стен і Кайл дорікають Картмана в неправдоподібності його флешбеку. Автобус починає нахилятися в прірву; дітям вдається знову його врівноважити. Після цього Кайл згадує випадок з цього ж епізоду про хлопчика, що вийшов з автобуса і був з'їдений монстром. Флешбек закінчується тим, що монстр дає всім дітям по морозиву.
Трохи пізніше діти згадують, що міс Крабтрі дивилася навчальні фільми по телевізору, і включають його. Там демонструється ролик, в якому всі батьки Саус-Парку противними голосами співають пісню, звернену до втечі дітей. Картман згадує кінцівку епізоду «Мамця Картмана досі брудна шльондра», де він дізнається, хто його батько; в цій версії ним є Джон Еллоуей, який веде Еріка, щоб пригостити морозивом. Образившись на знущання Стена після цього флешбеку, Картман починає хитати автобус, Крейг (ми бачимо це на задньому плані) випадає в заднє вікно, автобус падає в величезну купу морозива. В цю секунду Картман прокидається; з'ясовується, що все, що відбувалося було його сном. До нього в кімнату входить мама і починає годувати його жуками з морозивом. У цей момент прокидається Стен, і виходить, що сон Картмана приснився Стену.
У фіналі серії міс Крабтрі з Маркусом сидять біля ставка; вони розуміють, що все, що відбувається - тільки сон маленького хлопчика, але їм так добре, що вони не хочуть, щоб це закінчувалося.

## Смерть Кенні
Фактично Кенні не вмирає, так як вся серія це сон Стена. Уві сні Стена Кенні помирає, коли великий чорний монстр розриває дах автобуса, витягує Кенні і з'їдає. Однак, після цього Кенні ще кілька разів з'являється в епізоді неушкодженим.
Також Кенні помирає в одному з флешбеків, коли Фонзі з ситкому  Happy Days  перестрибує через автобуси на мотоциклі, після чого не може зупинитися і розмазує голову Кенні мотоциклом об стіну. Хлопчики сумніваються в правдивості цього флешбеку, коли згадують, що Кенні тільки що був убитий монстром (це перший випадок в серіалі, коли діти, нехай навіть і уві сні, дивуються з того, що Кенні постійно вмирає і знову виявляється неушкодженим в наступній серії).

## Пародії
- Епізод, як і другий епізод серіалу «Clerks: The Animated Series», пародіює кліп-шоу — нові епізоди шоу, що складаються з «згадуваних» персонажами фрагментів старих. Кожен з флешбеків в попередні серії закінчується поїданням морозива або будь-якою його появою, а потім той хто згадував вимовляє «Ось, що я називаю слизькою ситуацією», і всі сміються, причому кожен епізод спогадів містить помилку в розвитку лінії або неточність - флешбеки засновані на вже показаних епізодах серіалу. Після першого флешбеку, в серію «анальний зонд Картмена», Картман говорить: «А хіба так все було?», А після останнього Стен уточнює, чи не є батьком Картмана його мати, а не Джон Еллоуей. У двох флешбеків Стен цілується з Венді, хоча зазвичай раніше його нудило в подібних випадках.
- Фінал серії відсилає до класичного фільму Луїса Бунюель «Скромна чарівність буржуазії», в одному з епізодів якого героям снів сняться сни, в яких героям снів сняться сни.
- Коли в передачі про зниклих дітей показують фотографії, серед них висить фото Маколея Калкіна з написом «Знайдіть мене» (англ. Find Me), що є насмішкою над кар'єрою Калкіна, яка фактично припинилася після 1994 року.

## Цікаві факти
В епізоді брали участь 3 «запрошені зірки»: Генрі Вінклер озвучив монстра, Джей Лено самого себе, Брент Масбургер ногу Гидкосраки
- Навчальний відеофільм для водіїв автобусів веде ведучий новин Південного Парку Том.
- У спогаді Кенні коли він вбиває Смерть, Кайл і Стен кажуть «О, Господи, Кенні вбив Смерть. Гівнюх? .. ».
- Також в епізоді «Вулкан» замість ноги у Гидкосраки«Патрік Даффі з телебачення», а під флешбеки - Брент Марсбургер.
- На першу жертву чорного монстра була надіта червона водолазка з традиційною символікою «Зоряного шляху», що є пародією на стандартну смерть «червоних сорочок» майже в кожному епізоді серіалу.
- Коли по телебаченню показують хор батьків, які співають для того, щоб повернулися діти, серед них присутній містер Гаррісон, у якого ніколи дітей не було.